# Etcharry
Etcharry é uma comuna francesa na região administrativa da Nova Aquitânia, no departamento dos Pirenéus Atlânticos. Estende-se por uma área de 7,53 km². Em 2010 a comuna tinha 164 habitantes (densidade: 21,8 hab./km²).